# بوكيمون غولد وسيلفر
بوكيمون غولد (بالإنجليزية: Pokémon Gold‎؛ باليابانية: ポケットモンスター 金) وبوكيمون سيلفر (بالإنجليزية: Pokémon Silver‎؛ باليابانية: ポケットモンスター 銀) هي لعبتان فيديو تقمص الأدوار من سلسلة بوكيمون، من تطوير غيم فريك ومن نشر نينتندو على جهاز غيم بوي كولر، باستخدام التوافقية مع الإصدارات السابقة للغيم بوي الأصلي. صدرت اللعبتان للمرَّة الأولى في 21 نوفمبر 1999 باليابان، ثم صدرت في أستراليا وأمريكا الشمالية عام 2000، وفي أوروبا عام 2001.  وبعد مرور عامٍ واحدٍ تقريباً تبعتهما لعبة خاصَّة باسم بوكيمون كريستال. في عام 2009، أعادت نينتندو إصدار بوكيمون غولد وسيلفر بشكلٍ محسَّن لجهاز نينتندو دي أس، لكن هذه المرَّة تحت اسمٍ جديدٍ هو بوكيمون هارت غولد وسول سيلفر.
تدور أحداث اللعبتان في عالمٍ جديد يختلف عن ذاك الخاصّ بسابقتها بوكيمون ريد وبلو، حيث يستكشف اللاعب منطقةً جديدة تسمَّى الجوتو، وتتابع اللعبة مهمَّة الشخصية الرئيسية لاحتراف معارك البوكيمون وربح أوسمة دوري البوكيمونات الثمانية. بطل وأحداث بوكيمون غولد وسيلفر منفصلةٌ بالأصل عن بوكيمون ريد وبلو، إلا أنَّ كلاهما متشابهان إلى حدٍّ كبير وتتمحوران حول موضوع دوري البوكيمون ذاته، كما أنَّ إكمال بعض أغراض اللعبة يتطلَّب المبادلة بينها وبين الإصدارات الأقدم المتوافقة معها. بني الموسم الثاني من مسلسل بوكيمون المتمحور حول دوريّ الجوتو على أحداث اللُّعبة.
مثَّلت بوكيمون غولد وسبلفر استمراراً لنجاح سابقتها ريد وبلو، حيث ساعدت على بدء تحوُّل بوكيمون إلى سلسلة عالمية تحصد أرباحاً ببلايين الدولارات. وقد تساوت مبيعاتها تقريباً مع مبيعات الإصدارات السابقة من اللعبة، وبلغ ما بيع منها ملايين النسخ في مختلف أنحاء العالم. حتى عام 2010، بلغ عدد النسخ المبيعة رسمياً من بوكيمون غولد وسبلفر 23 مليون نسخة.